# Heleoptera
Heleoptera – rodzina ameb należących do gromady Tubulinea wchodzącej w skład supergrupy Amoebozoa.
Należą tutaj następujące gatunki:
- Heleopera petricola Leidy, 1879[2]